# Championnat de Suède féminin de bandy
Le championnat de Suède Élite de bandy féminin porte le nom de Allsvenskan pour Allsvenskan i bandy för damer.